# Ombre bianche
Ombre bianche (The Savage Innocents) è un film del 1960 diretto da Nicholas Ray, tratto dal best seller dello scrittore svizzero Hans Ruesch Top of the word, edito in italia col titolo Paese dalle ombre lunghe.

## Trama
Inuk ed Asiak, coppia nomade di inuit, vive di caccia e concia delle pelli nell'estremo Nord canadese. Un giorno, cacciando un orso polare con un piccolo espediente, la preda viene loro soffiata da altri inuit che dispongono di un fucile. Costoro spiegano come gli "uomini bianchi" di una comunità a sud, barattino l'arma in cambio di cento pelli di volpe artica. La coppia per mesi deve cacciare e cibarsi dell'animale richiesto, non il massimo della prelibatezza. Raggiunta la quota, hanno l'agognata arma che comporta tuttavia dover portare altre pelli in cambio dei colpi. Asiak fa capire al marito che il rapporto con gli "uomini bianchi" comporti una servitù perpetua, rinunciando alla loro indipendenza.
Appartatisi in un iglù a ridosso dell'insediamento, la coppia riceve la visita di un missionario, poco avveduto sui costumi locali. I due non comprendono il suo sermone, ritenendo il "Signore" lui stesso, in quanto nella lingua inuit ci si esprime in terza persona. Gli ospiti, come usanza, vorrebbero offrirgli dei vermi ed invitarlo a "ridere" con la consorte. Al di lui rifiuto, Inuk offeso lo percuote facendogli sbattere la testa su una parete ed uccidendolo.
I due fuggono. La madre di lei, oramai debole e malata viene abbandonata nella banchisa come è consuetudine. Asiak mette al mondo un bambino. La coppia viene raggiunta da due militari canadesi ma improvvisamente si abbatte una tempesta. Uno degli inseguitori muore, l'altro viene salvato da Inuk. Al riparo di un iglù, Inuk dichiara la propria innocenza, la non intenzionalità nella morte del missionario, irriguardoso delle loro usanze. Il ranger spiega come egli non possa sottrarsi alla legge, in quanto iscritto in un libro, un termine estraneo agli inuit.
La famiglia riaccompagna il militare all'insediamento. Costui promette di riportare la falsa notizia della morte di Inuk, il quale a sua volta, spaventato, non comprende il concetto di menzogna. Non resta che scacciare via l'inuit in malo modo, ammonendolo a non tornare mai più.